# The Night of the Generals
The Night of the Generals is een Brits-Franse misdaad-dramafilm uit 1967 onder regie van Anatole Litvak. Voor zijn rol als Generaal Tanz won Peter O'Toole de David di Donatello Award voor beste niet-Italiaanse acteur (gedeeld met Richard Burton voor The Taming of the Shrew).

## Verhaal
Tijdens de Tweede Wereldoorlog wordt er in Warschau een prostituee vermoord. Een ooggetuige heeft gezien dat de dader het uniform van een Duitse generaal droeg. Majoor Grau gaat op onderzoek uit. Hem kan het niet schelen dat de dader waarschijnlijk een generaal was. Grau wil enkel gerechtigheid.
Grau ontdekt dat er drie hoofdverdachten zijn. Generaal Tanz is een jonge nazi. Hij staat er goed op bij Adolf Hitler, maar is ook psychopathisch. Zo laat hij zonder veel moeite een hele stad bombarderen. Generaal von Seidlitz-Gabler is dan weer een vrouwenzot. Een bezoek brengen aan een prostituee is voor hem niet vreemd. Generaal Kahlenberge ten slotte heeft geen gezinsleven. Maar in zijn vrije tijd verdwijnt hij soms wel op mysterieuze wijze. Grau is er al snel van overtuigd dat Kahlenberge iets te verbergen heeft.
Kahlenberge heeft het hoog op met Grau en laat de majoor overplaatsen naar Parijs. Enkele jaren later moeten de drie generaals ook naar Parijs. En opnieuw gebeurt een gelijkaardige moord als in Warschau. Grau gaat weer op onderzoek en ontdekt dat Kahlenberge en von Seidlitz-Gabler bezig zijn met een moordcomplot tegen Hitler, beter bekend als operatie Walküre. Grau komt te weten dat Tanz de moordenaar is van zowel de prostituee in Warschau als de prostituee in Parijs. Wanneer Grau de generaal wil arresteren, wordt hij doodgeschoten. Tanz gaat vrijuit.
Jaren later zet een Franse vriend van Grau, inspecteur Morand, het onderzoek voort. De Wereldoorlog is ondertussen al lang afgelopen, en de drie generaals leven nog steeds. Beetje bij beetje komt ook Morand te weten dat Tanz de moordenaar is. Wanneer hij Tanz confronteert met de waarheid, pleegt Tanz zelfmoord.

## Rolverdeling
| Acteur              | Personage                     |
| ------------------- | ----------------------------- |
| Peter O'Toole       | Generaal Tanz                 |
| Omar Sharif         | Majoor Grau                   |
| Donald Pleasence    | Generaal Kahlenberge          |
| Charles Gray        | Generaal von Seidlitz-Gabler  |
| Philippe Noiret     | Inspecteur Morand             |
| Tom Courtenay       | Korporaal Hartmann            |
| Gérard Buhr         | Claus Schenk von Stauffenberg |
| Christopher Plummer | Veldmaarschalk Rommel         |
| Juliette Gréco      | Juliette                      |
| Pierre Mondy        | Kopatski                      |
| Nicole Courcel      | Raymonde                      |
| Éléonore Hirt       | Melanie                       |
| Gordon Jackson      | Kapitein Engel                |